# 旧吉田家住宅 (柏市)
旧吉田家住宅（きゅうよしだけじゅうたく）は、千葉県柏市花野井にある歴史的建造物。2004年（平成16年）11月に吉田家から柏市が寄贈を受け、同市により旧宅地・建物・芝地等を歴史公園として整備し管理している。主屋など8棟が2010年（平成22年）12月24日に国の重要文化財に指定された。代々農業を営みながら名主の役をつとめ、穀物商を営むなどして在郷商人として成長後、醤油醸造業を営んでいた吉田家の邸宅。茅葺き屋根が特徴の主屋は嘉永7年（1854年）建築。

## 概要
敷地南端に長屋門を開き、その東に道具蔵、西に向蔵がある。主屋は敷地やや北寄りに建ち、その東に書院、北裏に新座敷を別棟で建てる。このほか、長屋門・主屋間の前庭の東寄りに新蔵、主屋の西北裏手に味噌蔵が建つ。主屋の西側手前には西門があり、敷地西側の吉田家新宅（醤油工場跡）へ通じる。吉田家は名主を務めるとともに、小金牧の管理をする役職である牧士（もくし）に任じられた家柄であった。この住宅は、書院と新座敷を主屋とは別棟で建てており、座敷部の発達している点に特色がある。蔵などの付属建物群や庭園、屋敷林を含め、江戸時代末期の豪農の屋敷構えを良好に保存している点で価値が高い。
主屋は桁行20.4メートル、梁間10.1メートルで、寄棟造、茅葺とする。平面は西半を土間、東半を床上部とする。床上部は手前の下手を「ミセ」、上手を「ゲンカン」とし、奥は下手を「ダイドコロ」、上手を「ナンド」とする。「ゲンカン」と「ナンド」の間には「仏間」を設け、「ゲンカン」の正面には式台を設ける。主屋は嘉永7年（1854年）の建立だが、土間の西に突出する「釜屋」は元治元年（1864年）に、「ミセ」前に突出する「帳場座敷」は明治前期に、それぞれ増築された。
書院は主屋と同年の建築で、寄棟造、桟瓦葺き。西に「前座敷」、東に「奥座敷」を設ける。書院の北に突出する「小座敷」は明治14年（1881年）の増築である。
新座敷は慶応元年（1865年）の建築で、寄棟造、桟瓦葺き。それぞれ2室続きの座敷が2組（それぞれ新座敷、奥座敷と称する）あり、これらの中間に位置する「合の間」を含む5室を矩折れ（L字形）に配置する。
長屋門は天保2年（1831年）の建築で、寄棟造、桟瓦葺き。平面規模は桁行25メートル、梁間5メートルである。

## 文化財
2006年（平成18年）6月16日に開催された文化審議会による文部科学大臣への答申 に基づき、同年10月18日付けで主屋、書院の2棟が文化財登録原簿に登録され、国登録有形文化財に登録された。

2007年（平成19年）10月1日付けで主屋、書院、新座敷、長屋門、向蔵、新蔵、道具蔵、味噌蔵、西門の9棟が柏市有形文化財（建造物）に指定され、これに伴い主屋及び書院の国登録有形文化財指定は解除された。
2010年（平成22年）10月15日に主屋、書院、新座敷、長屋門、西門、新蔵、道具蔵、向蔵の8棟が文化財保護法に基づく「重要文化財」に指定された。この際、新座敷西面の通称「水廻棟」は近年の造作であるため除外、味噌蔵は建築年代が不明確なため附指定とされた。また、普請に関する古文書（一番記録、二番記録、瓦葺替明細簿）、家相図、母屋銘札が附指定となった。国重要文化財指定に伴い、柏市有形文化財指定は解除された。

### 重要文化財（国指定）
- 吉田家住宅 8棟[10]
  - 主屋 - 嘉永7年（1854年）
  - 書院 - 嘉永7年（1854年）
  - 新座敷 - 慶応元年（1865年）
  - 長屋門 - 天保2年（1831年）
  - 向蔵 - 天保4年（1833年）
  - 新蔵 - 天保4年（1833年）
  - 道具蔵 - 慶応3年（1867年）
  - 西門 - 安政3年（1856年）
- （以下は附（つけたり）指定）
  - 木札
  - 味噌蔵
  - 普請関係文書3冊
  - 家相図1枚

### 登録記念物（国登録）
- 旧吉田氏庭園[11]

## 施設情報
- 所在地： 千葉県柏市花野井974-1
- 公開日： 12月29日から1月3日まで休館、毎週月曜日休（祝日の場合は翌日）
- 時 間 ： 午前9時30分〜午後4時30分
- 入場料： 大人　210円　　高齢者110円　　大学生以下・障害者	　無料　　
  - 20名以上は団体割引　大人　170円　　高齢者90円
- 交 通 ： TX柏たなか駅から東武バス、JR柏駅から東武バス、JR北柏駅から東武バス